# کدوی تخمه‌کاغذی
کدوی تخمه‌کاغذی یا کدوی دانه‌برهنه (نام علمی: Cucurbita pepo) گیاهی علفی، یک ساله و متعلق به کدوسانان می‌باشد. این گیاه متعلق به دولپه‌ای‌های نو، رزیدها، راسته کدوسانان، زیرخانواده کوکوربیتوئیده، سرده کدو و زیرسرده کوکوربیتینه می‌باشد. این گیاه در گروه‌بندی کدوها در گروه پامپکین‌ها قرار می‌گیرد
این کدوی خاص به دلیل نداشتن پوست در تخمه آن و هم چنین مزه خوب کدو و همچنین به دلیل داشتن خاصیت دارویی فراوان، بیشتر آن تبدیل به دارو شده و کمتر تبلیغ برای خوردن آن میشود تا مورد استفاده عموم قرار نگیرد به همین دلیل کمتر از آن در اینترنت دیده میشد و هم چنین حتی در ویکی‌پدیا هم در نسخه زبانهای دیگر عکس مشخصی از آن نگذاشته اند و 4 نوع کدوی دیگر را معرفی کرده اند.
محل کشت استرالیا، آمریکا، آلمان، اتریش مجارستان و رومانی، و در ایران بروجن و آذربایجان شرقی است که بیشتر آن صادر میشود یا تبدیل به دارو میشود.

## نگارخانه

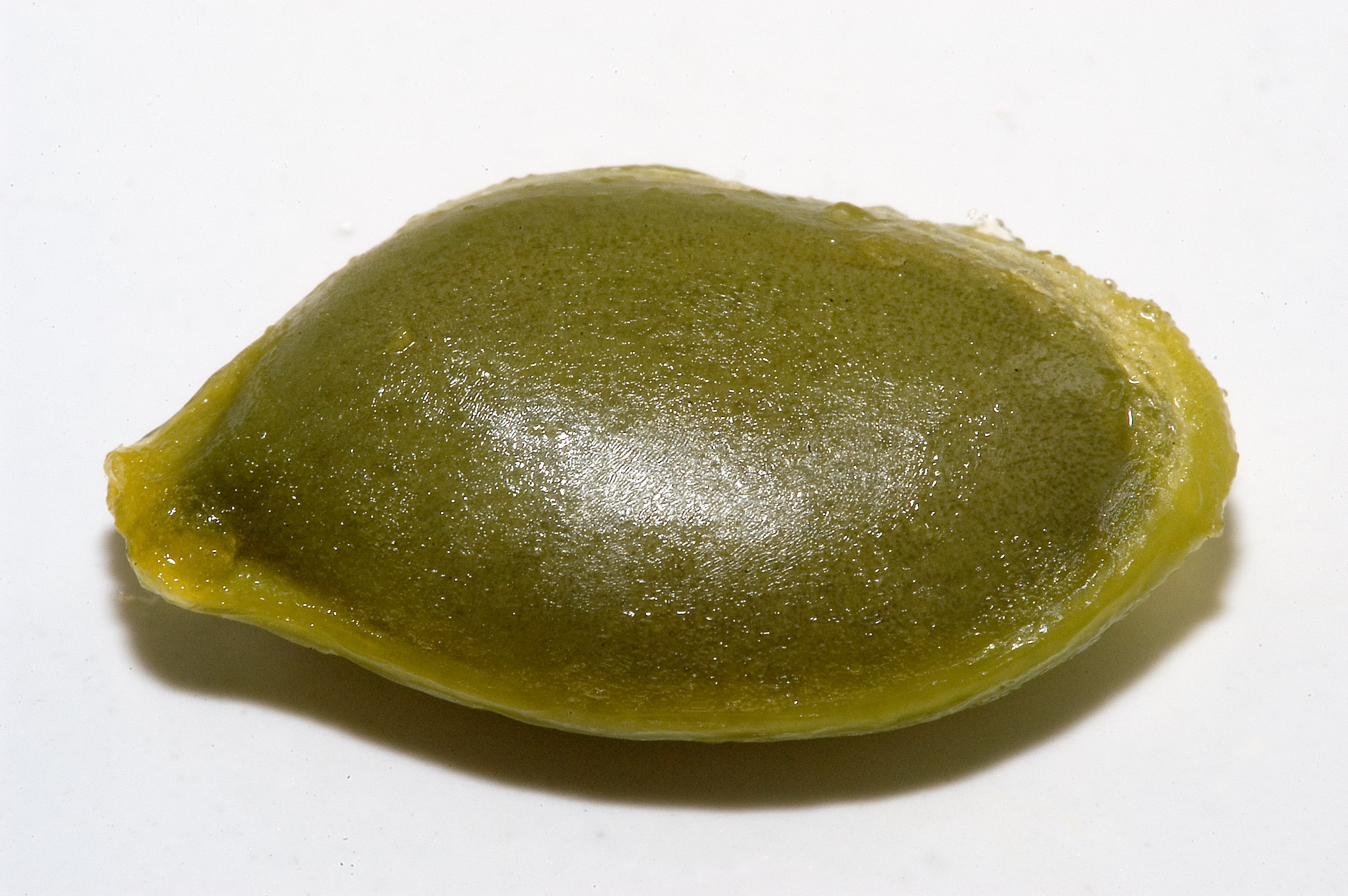
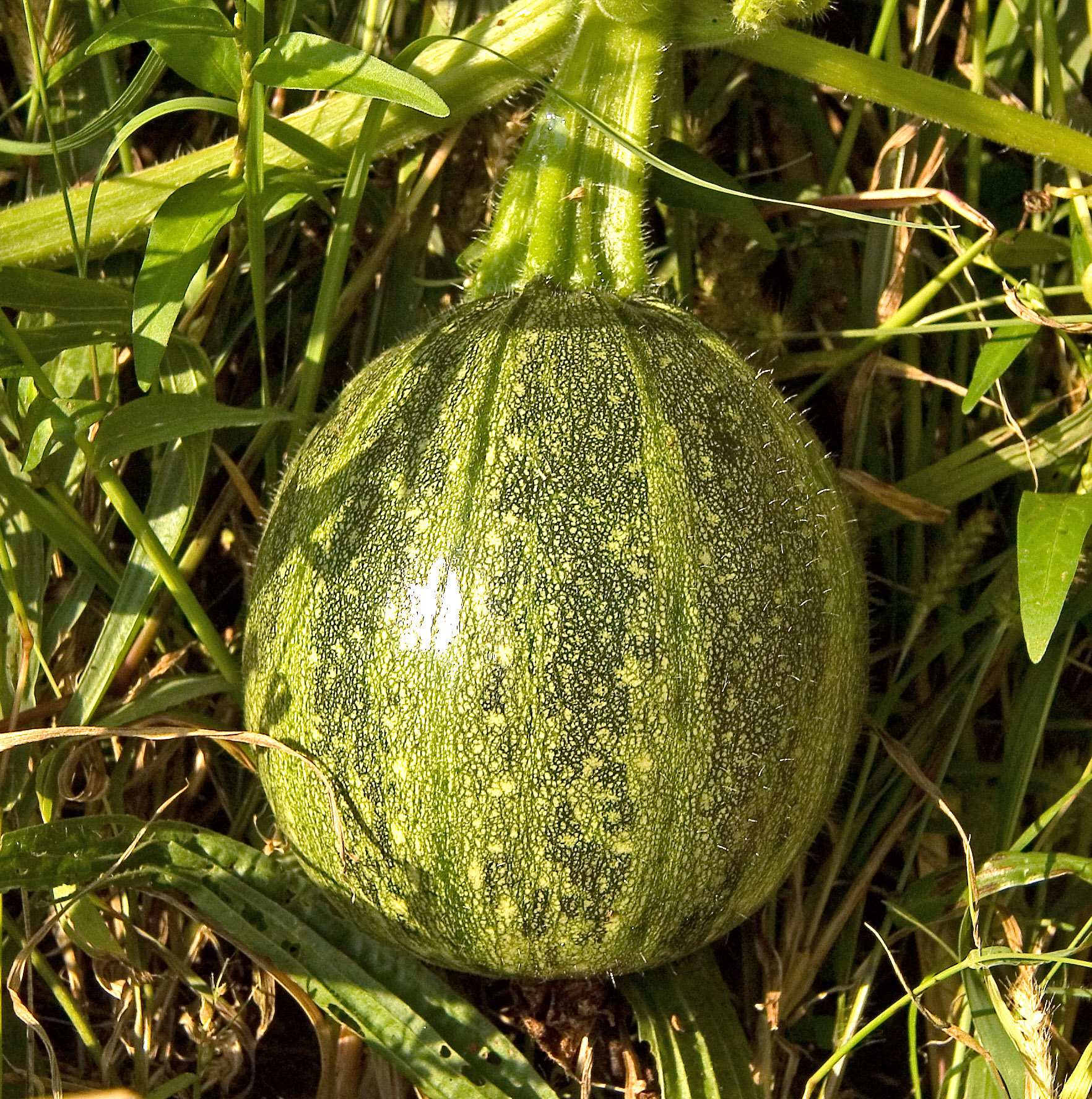
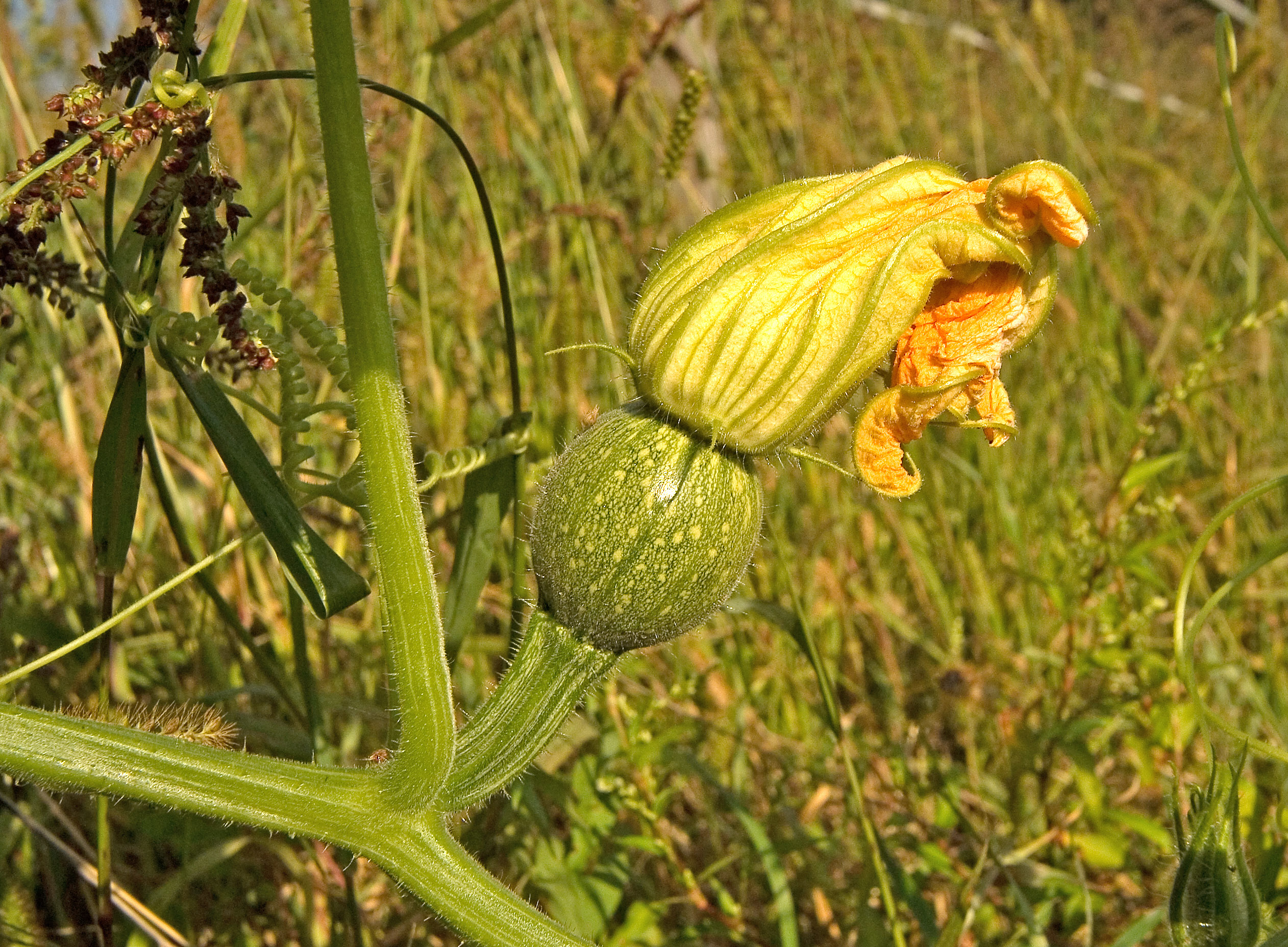
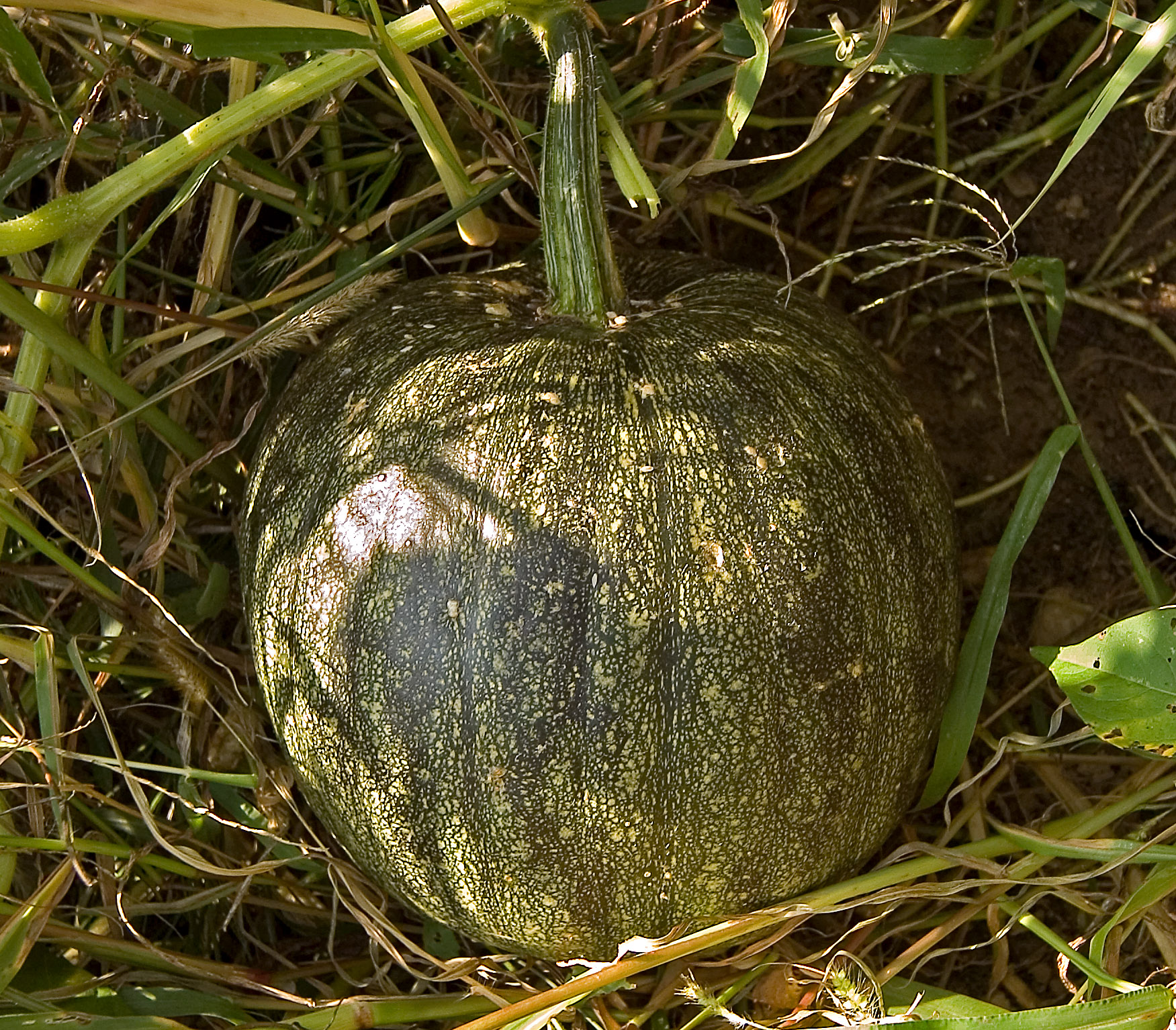
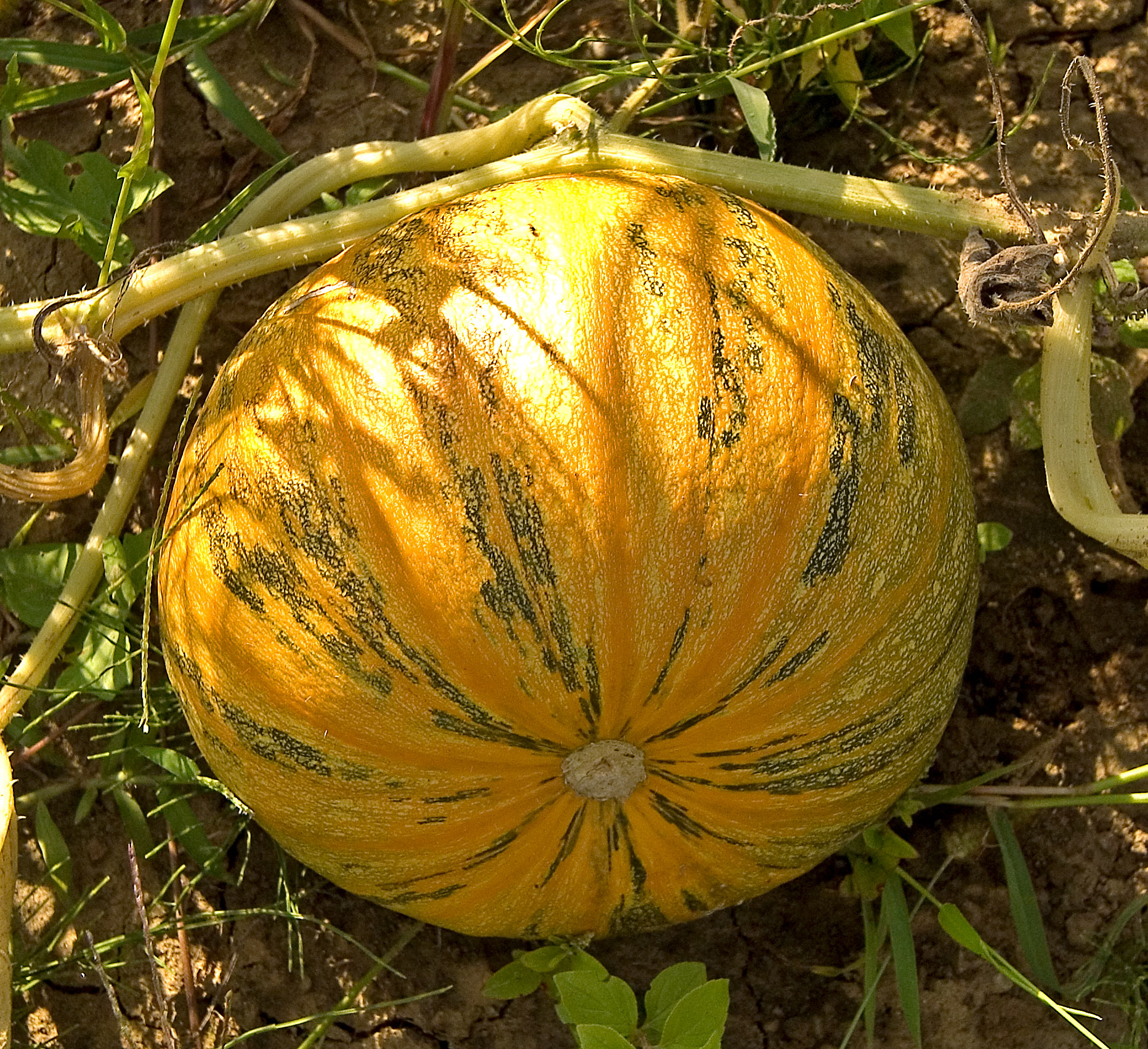
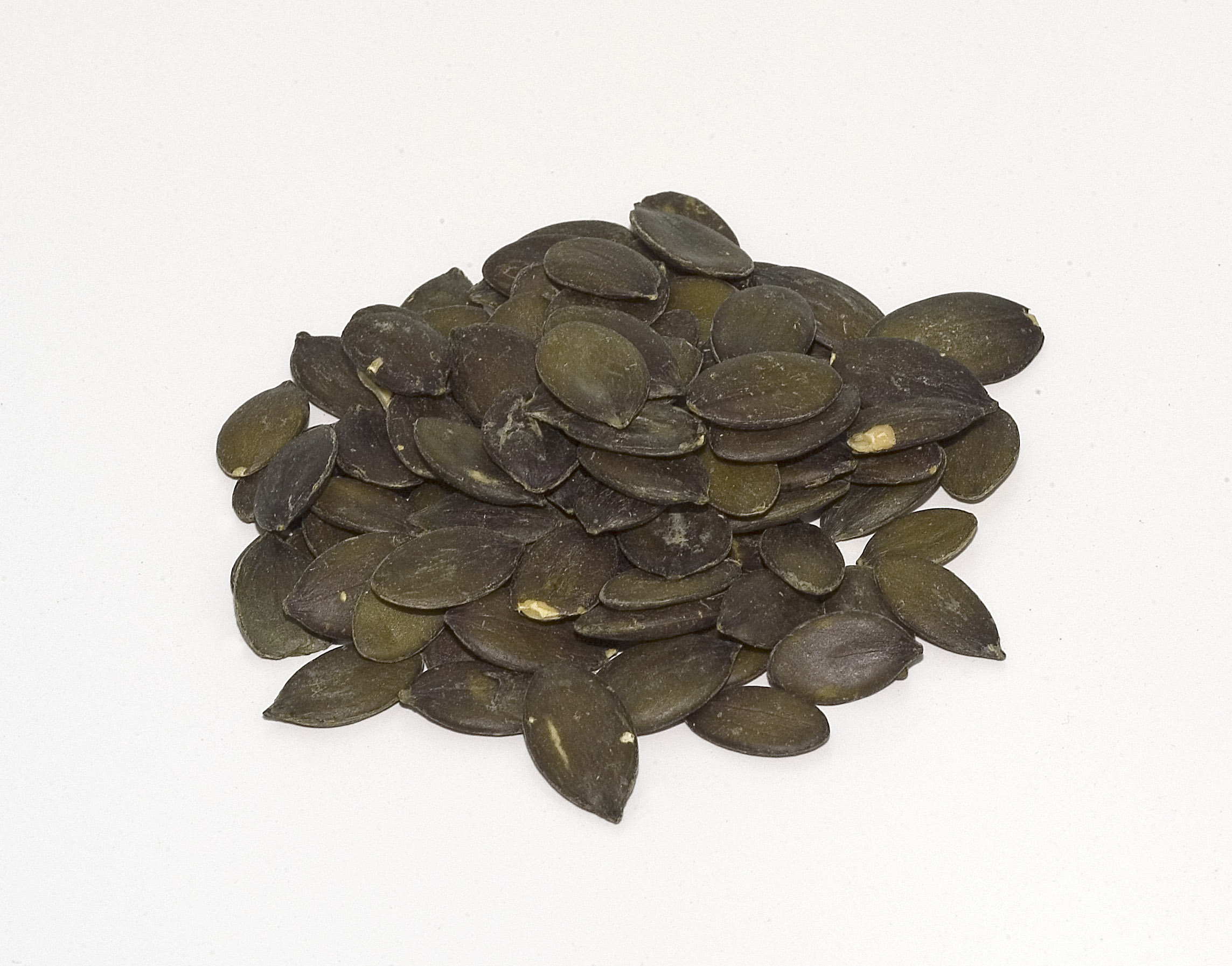
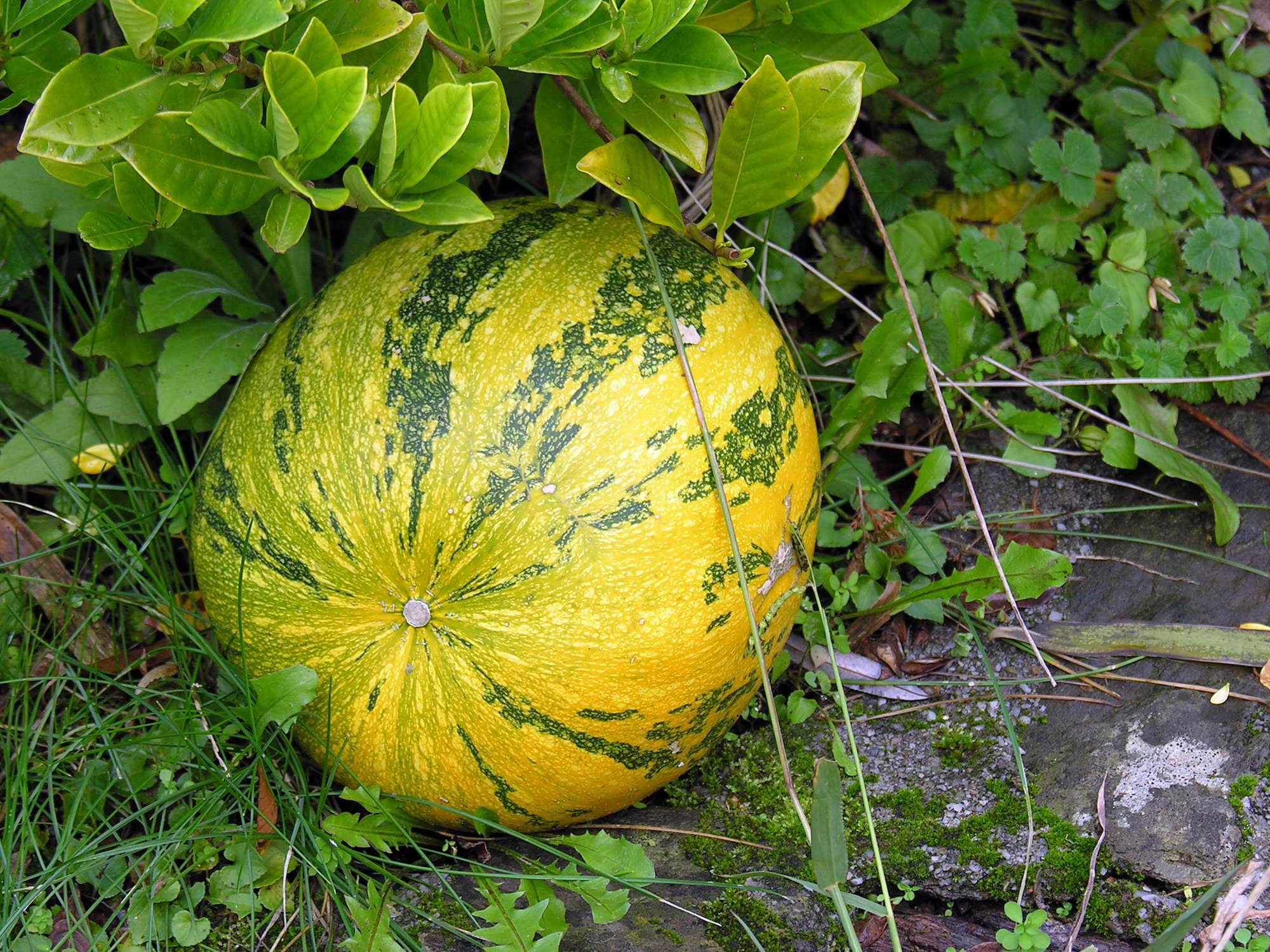
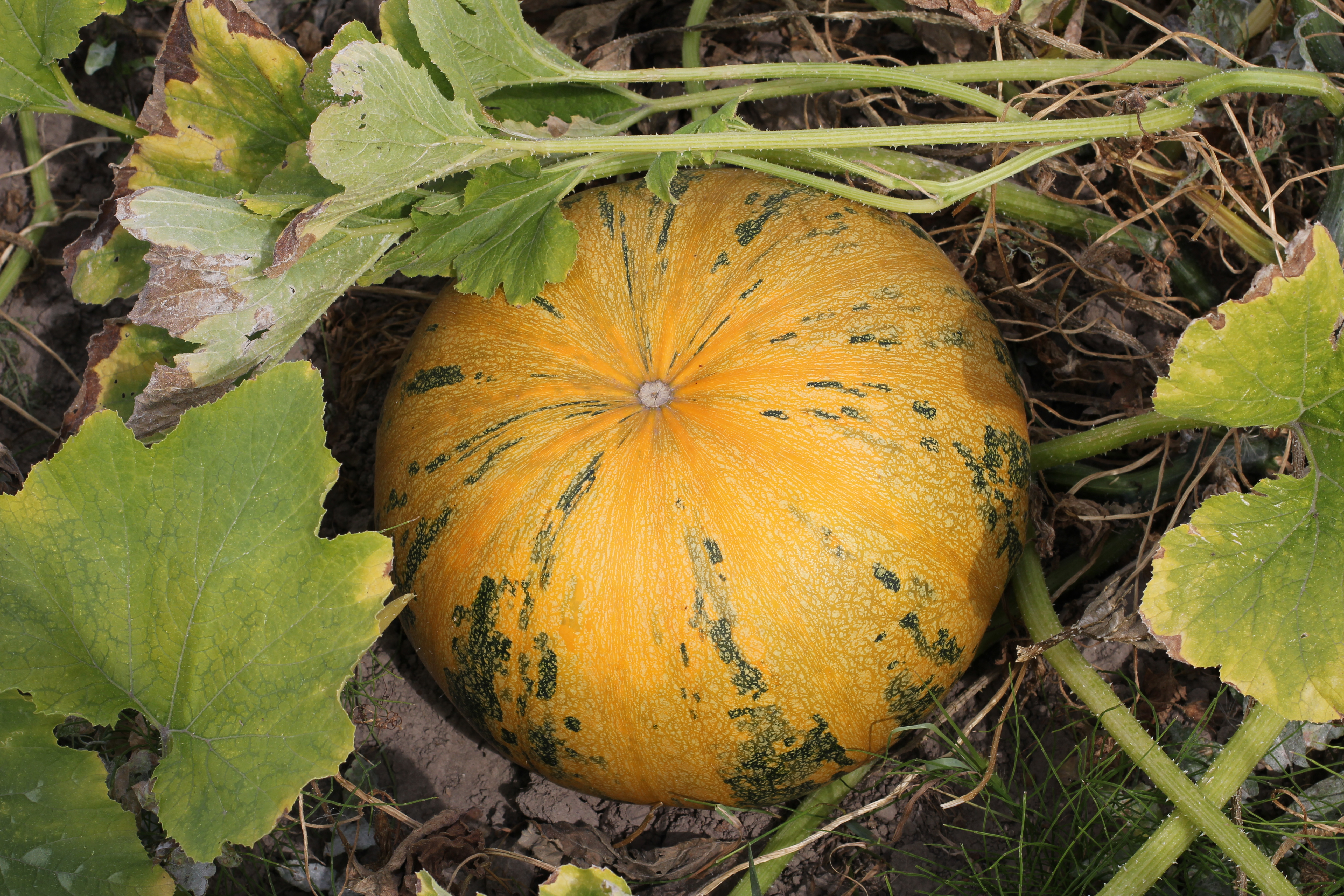
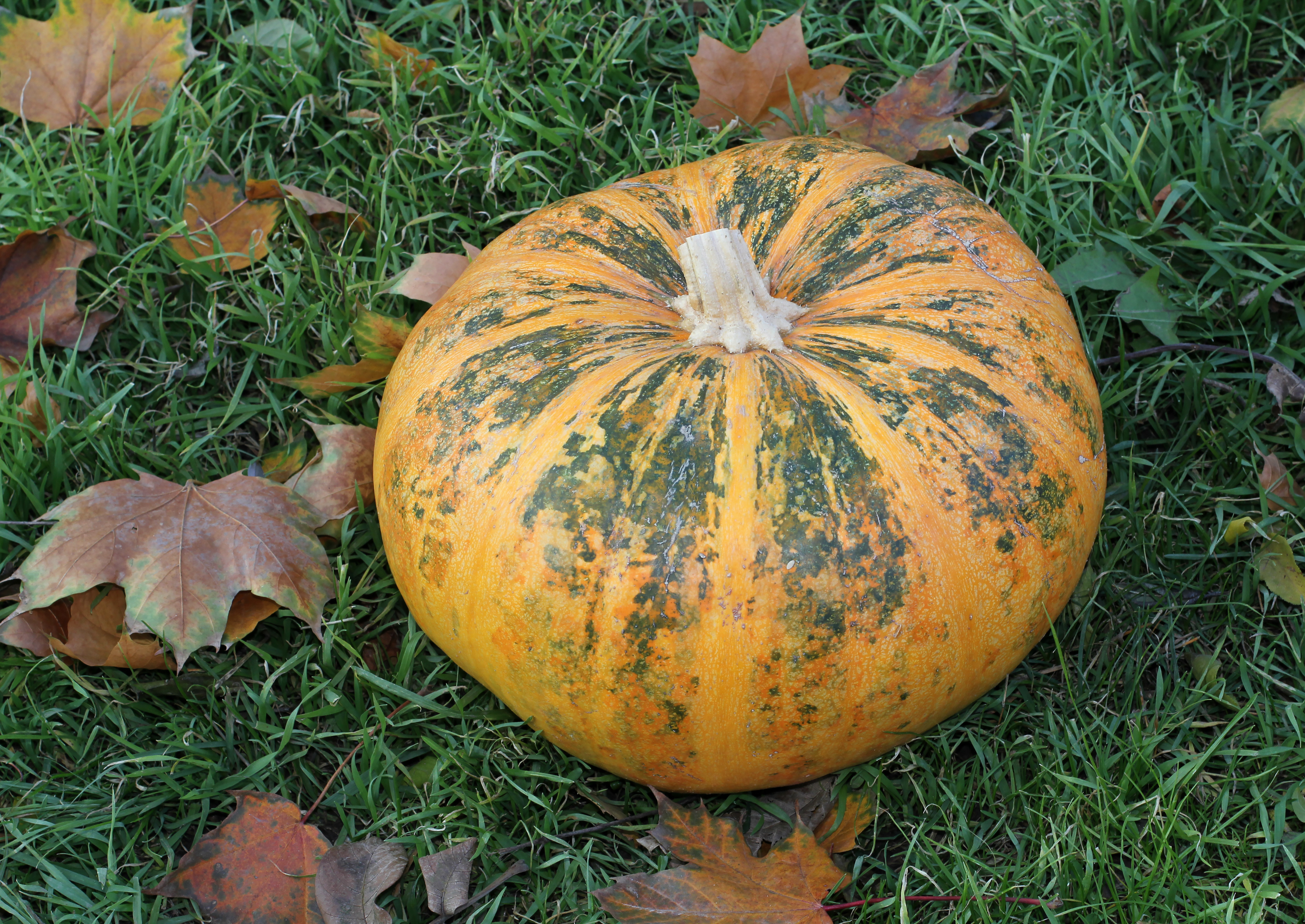
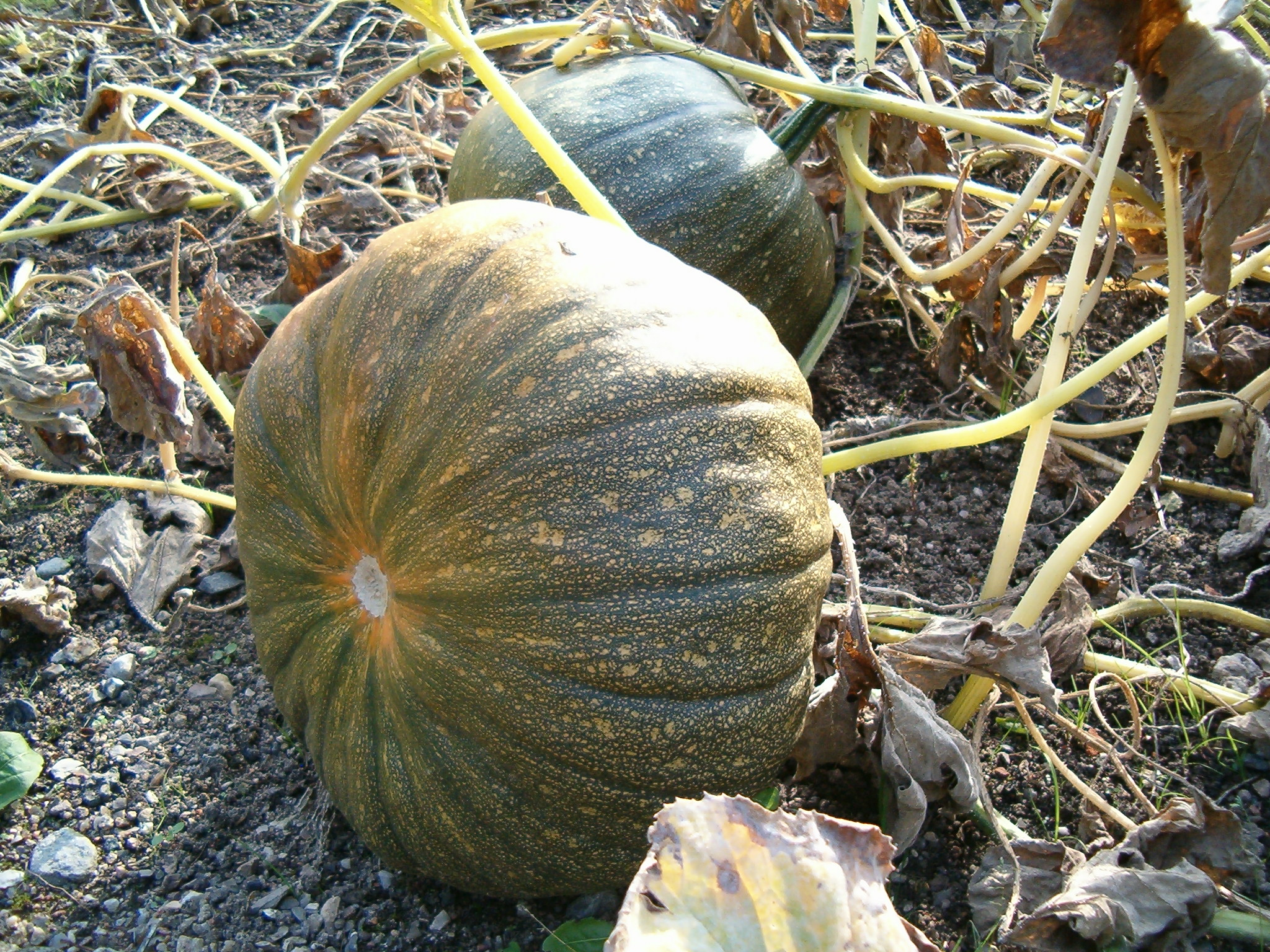
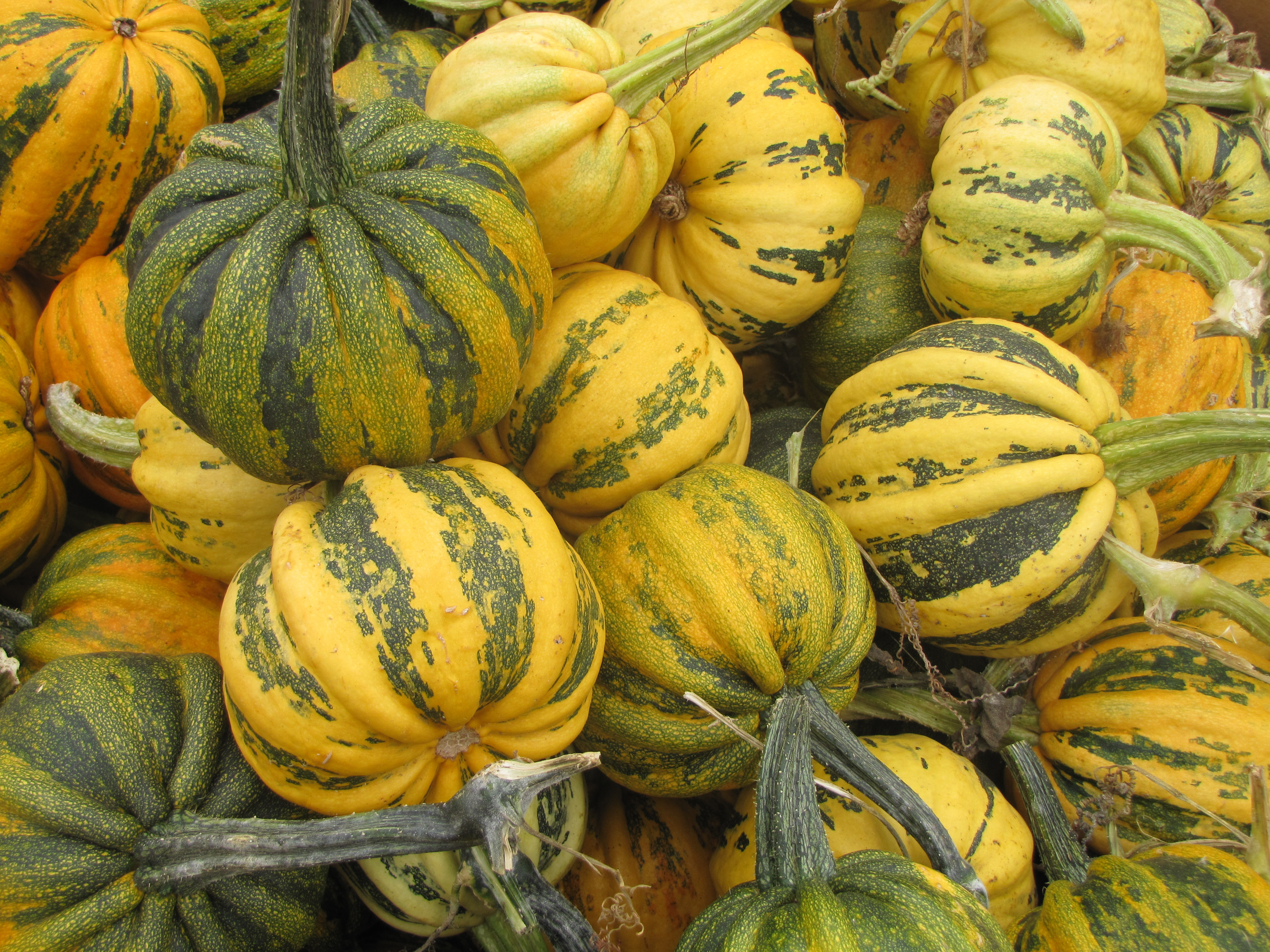

## تاریخچه
کشف اولین گیاهان خانواده کدوئیان به زمان کشف دنیای جدید (در جزایر کارائیب)در دسامبر ۱۴۹۲ میلادی، کریستوفر کلمب باز می‌گردد. لئونارد فاکس در کتاب «گیاهان دارویی» که در سال ۱۵۴۳ نوشته شده‌است، پامپکین روغنی را به عنوان خیار اقیانوسی معرفی نموده‌است، بدون این که از اثرات درمانی و ارزش غذایی آن اطلاع داشته باشد. این نوع کدو برای اولین بار در تغذیه دام‌ها مورد استفاده قرار گرفت. طعم بی نظیر و بسیار مطلوب بذور این کدو که برای اولین بار توسط یک کارگر اتریشی که در مزرعه مشغول کار بود کشف گردید و نکته جالبتر برای وی عدم وجود پوشش سخت در اطراف دانه‌ها بود (واگنر، ۱۹۹۷). از فوریه ۱۷۳۵ به بعد این کدو در زمره گیاهانی قرار گرفت که دارای ارزش اقتصادی بودند. امروزه این کدو را به عنوان کدوی طبی (پوست کاغذی یا دانه برهنه) می‌شناسند. این گیاه بومی نواحی گرمسیری و نیمه‌گرمسیری بوده که از نواحی گرمسیری آمریکا به سایر نقاط دنیا گسترش یافته‌است (واگنر، ۱۹۹۷؛ امید بیگی، ۱۳۷۹؛ برنات، ۱۹۹۳). از اوایل قرن بیستم بود که توجه مجامع علمی دارویی به این گیاه معطوف و سرآغاز انجام تحقیقات بر روی آن شد.

## مشخصات
از نظر گیاه‌شناسی رشد این گیاه نامحدود است و به طور همزمان رشد رویشی و رشد زایشی در آن صورت می‌گیرد. ساقه این گیاه منشعب، توخالی، کرک دار، استوانه‌ای شکل و خزنده می‌باشد. طول ساقه بسته به شرایط اقلیمی متفاوت است و حدود ۳ تا ۵ متر یا بیشتر از آن می‌باشد. ریشه راست و دارای انشعابات فراوان است. برگ‌ها این گیاه بزرگ و پنجه‌ای شکل، پهن و به رنگ سبز و پوشیده از کرک‌های ریز و خشن می‌باشد. برگ‌ها توسط دمبرگ نسبتاً طویلی (به طول ۲۰ تا ۲۵ سانتی‌متر) به ساقه‌ها متصل می‌شوند. کرک‌های واقع بر روی دمبرگ‌ها شبیه خار و تیز و برنده می‌باشند. رگبرگ‌ها به صورت پنجه‌ای در سطح برگ منشعب شده‌اند. در محل اتصال برگ به ساقه، پیچک‌ها قرار دارند. گل‌های نر و ماده جدا از هم ولی بر روی یک بوته قرار می‌گیرند. گل‌های ماده کوتاه‌تر از گل‌های نر می‌باشند و پس از لقاح تبدیل به میوه کدو می‌شوند. مادگی شامل تخمدان تحتانی ۳ تا ۵ برچه‌ای با کلاله سه شاخه بوده و تمکن آن از نوع جانبی می‌باشد. گل‌های نر دارای ۵ پرچم بوده که دو به دو از ناحیه بساک به هم متصل هستند. جام گل نر زنگوله‌ای می‌باشد. هر دو نوع گل، زرد رنگ بوده و در بخش فوقانی، پنج قسمتی می‌باشند. دم گل‌ها زاویه‌دار هستند. میوه‌ها، بزرگ و کروی شکل و در اوایل رشد به رنگ سبز بوده و به تدریج نارنجی و در زمان رسیدگی کامل (برای نمونه در شهریور ماه در منطقه مشهد) به رنگ زرد درمی آیند. دم میوه، چند وجهی و شیار دار و به‌ندرت چوبی است. به‌طور متوسط داخل هر میوه ۳۰۰ تا ۵۰۰ عدد بذر بیضی شکل و تقریباً مسطح به طول ۱۵ تا ۲۰، پهنای ۸ تا ۱۰ و ضخامت ۵/۲ تا ۳ میلی‌متر، تشکیل می‌شود. سطح دانه‌ها لخت و فاقد پوست است. دانه‌ها به رنگ سبز زیتونی تا سبز تیره هستند. وزن هزار دانه، حدود ۱۵۰ تا ۲۰۰ گرم می‌باشد. میزان عملکرد میوه بین ۱۵ تا ۸۰ تن در هکتار است که از این مقدار میوه حدود ۹/۰ تا ۵/۱ تن دانه خشک حاصل می‌شود (برنات، ۱۹۹۳؛ رابینسون و دکر- والترز، ۱۹۹۷؛ امیدبیگی، ۱۳۷۴؛ آرویی، ۱۳۷۹).

## روغن موجود در گیاه
میزان روغن موجود در دانه‌های این گیاه حدود ۳۵ تا ۴۰ درصد می‌باشد (تیلر و همکاران، ۱۹۸۸، منیم، ۱۹۹۷، ساجد و همکاران، ۱۹۹۹). روغن این گیاه دارای مواد ارزشمندی همچون اسیدهای چرب، ویتامین‌های آ و ای، کارتنوئیدها و توکوفرول‌ها می‌باشد. از مهم‌ترین اسیدهای چرب که تقریباً ۹۰٪ محتوای روغن را تشکیل می‌دهند می‌توان به اسیدهای لینولئیک، لینولئیک، اولئیک و پالمیتیک اشاره کرد که از این میان اسید چرب لینولئیک حدود ۵۰٪ روغن را تشکیل می‌دهد. آلیاری و همکاران (۱۳۷۹) گزارش کردند که به دلیل ناپایداری اسید لینولئیک در برابر حرارت، از روغن کدو تخمه‌کاغذی نمی‌توان به‌عنوان روغن سرخ‌کردنی استفاده کرد. وینکلر (۲۰۰۲) کوشید از طریق برنامه‌های گسترده اصلاحی و دستیابی به ژرم‌پلاسم‌های با دامنهٔ تغییرپذیری بالا افزایش قابل ملاحظه‌ای در مقادیر روغن، اسید چرب لینولئیک و توکوفرول موجود در روغن ایجاد کند.
در بین استرول‌های موجود در روغن، بتا سیتواسترول بیشترین مقدار و اهمیت را به خود اختصاص می‌دهد. فیتواسترول‌ها از جمله اجزای سازنده غشاهای سلولی در گیاهان، جلبکها و قارچها می‌باشند و نقش آنها کنترل نفوذپذیری دیواره سلول‌ها است.

## موارد مصرف
در اکثر دارونامه‌های معتبر جهان از بذر این گیاه و روغن حاصل از آن به عنوان دارو یاد شده‌است. روغن کدو تخم‌کاغذی، یکی از ارزشمندترین روغن‌های خوراکی گیاهی است و در کشورهای اروپایی همراه سالاد مصرف می‌شود. این روغن، ضمن این‌که نقش مهمی در تأمین انرژی روزانه مورد نیاز بدن دارد (۵۶۸ کالری به ازای هر ۱۰۰ گرم)، از نظر ارزش غذایی نیز قابل توجه‌است (سالگادو و تاکاشیما، ۱۹۹۲). رنگ سبز تیره روغن کدو تخم‌کاغذی به‌واسطه وجود رنگدانه‌های کارتنوئیدی مثل لوتئین، بتاکاروتن، ویولاگزانتین، لوتئوگزانتین و فلاووگزانتین است که همگی به‌ویژه بتاکاروتن (پیش‌ساز ویتامین آ) نقش مهمی در سلامتی انسان دارند (ماتئوس و همکاران، ۱۹۹۳). از مهم‌ترین ویتامین‌های موجود در روغن کدو تخم‌کاغذی، می‌توان به ویتامین ای اشاره کرد که تقریباً ۰۳/۰ درصد روغن را تشکیل می‌دهد (۴۱ تا ۶۲۰ میلی‌گرم در یک کیلوگرم بذر خشک) (مورکوویچ و همکاران، ۱۹۹۶ الف). اسیدهای آمینه و اسید آمینهٔ ویژه کوکوربیتین، از دیگر مواد موجود در دانه و روغن آن هستند (برقی لشکری، ۱۳۸۳). روغن کدو تخم‌کاغذی به دلیل قیمت بالا، اغلب با روغن‌های ارزان‌تر مخلوط می‌شود. تجارت جهانی فراورده‌های کدوی تخمه‌کاغذی در چند سال اخیر از رشد بالایی برخوردار بوده‌است، برای مثال هر پوند بذر آن به قیمت تقریبی ۹ دلار و یکصد کپسول ژلاتینی یک گرمی، محتوی روغن آن، حدود ۱۰ دلار قیمت دارد (فلی‌پوری و همکاران، ۱۳۸۵).
مواد مؤثر موجود در روغن دانه، مصارف متعددی در صنایع دارویی و غذایی دارد. از روغن این گیاه در طب سنتی برخی کشورها به عنوان داروی کرم کش و دافع کرم استفاده می‌شده‌است. در طب نوین، فراورده‌های دارویی حاصل از روغن دانه این گیاه، داروهایی جهت درمان تورم و هایپرتروفی خوش‌خیم غده پروستات در مردان، جلوگیری و معالجه تصلب شرایین، درمان مشکلات سوزش مجاری ادراری، ایجاد تعادل هورمونی در خانم‌ها، تنظیم فعالیت دستگاه گوارش و پیشگیری از تجزیه ویتامین آ تهیه و توصیه می‌شود (تیلر و همکاران، ۱۹۸۸؛ برونتون، ۱۹۹۳؛ هاربون، ۱۹۹۸). یکی از علل مهم ایجاد هایپرپلازی پروستات در مردان، افزایش میزان دی هیدروتستوسترون بیش از حد می باشد. روغن دانه کدو طبی به دلیل داشتن استرول و با مهار آنزیم 5-آلفا ردوکتاز (آنزیم مبدل تستوسترون به دی هیدروتستوسترون)، سبب کاهش تولید دی هیدروتستوسترون در بدن شده و بدین وسیله از تورم پروستات جلوگیری می نماید. اسیدهای چرب غیر اشباع، ویتامین E و همچنین عنصر روی موجود در دانه کدو طبی موجب بهبود فعالیت و سلامت دستگاه تناسلی و مجاری ادراری می گردد. در برخی کشورها مثل اتریش، روغن این گیاه مصارف سالادی نیز دارد (واگنر، ۱۹۹۸). گزارش شده‌است که مصرف تخمه انواع کدو، از طریق پایین آوردن سطح کلسیم و کریستال‌های اُگزالات کلسیم، خطر ابتلاء به سنگ مثانه را کاهش داده‌است (برقی لشکری، ۱۳۸۳). عمده خواص روغن، به ویژگی آنتی‌اکسیدانی آن مربوط می‌شود. مصرف روزانه روغن دانه این گیاه، سبب افزایش مقاومت بدن در برابر بیماری‌ها می‌شود.
در حال حاضر در برخی کشورهای اروپایی و نیز ایران، داروهای متعدد و اغلب به شکل کپسول و شربت حاوی روغن دانه تولید می‌شوند که از آن میان می‌توان به پپونن، گرانوفینک و کوربیسکرن اشاره کرد.